# Steirodon stalii
Steirodon stalii är en insektsart som först beskrevs av Brunner von Wattenwyl 1878.  Steirodon stalii ingår i släktet Steirodon och familjen vårtbitare. Inga underarter finns listade i Catalogue of Life.